# Gerard van den Aardweg
Gerard van den Aardweg (ur. 1936 w Haarlem) – holenderski psycholog i psychoterapeuta, wykładał w Europie, USA i Brazylii, autor m.in. licznych publikacji na temat homoseksualizmu, który według autora jest chorobą wyleczalną za pomocą terapii konwersyjnej, badacz parapsychologii katolickiej związanej z wizytami i objawieniami osób zmarłych, autor wielu publikacji przeciw aborcji.

## Życiorys
Studiował psychologię na Uniwersytecie w Lejdzie. Tytuł doktora uzyskał na Uniwersytecie w Amsterdamie w 1967.
Pracuje jako psychoterapeuta od początku lat 60. Van den Aardweg związany jest blisko z uczelniami katolickimi oraz z amerykańską organizacją NARTH, której metody naukowe spotkały się ze sprzeciwem amerykańskich organizacji psychologów i psychiatrów.
Jednym z jego zainteresowań i przedmiotem badań jest parapsychologia katolicka. Wydał na ten temat książkę „Hungry Souls”. W opublikowanym na łamach katolickiego wortalu InsideCatholic.com artykule van den Aardweg pisze: Katolicka parapsychologia oferuje zestaw dowodów empirycznych, które wskazują na istnienie czyśćca, pogłębiają nasze rozumienie tego, a przede wszystkim jest specyficznym, potężnym instrumentem do pogłębienia naszego charytatywnego przywiązania i opieki nad cierpiącymi duszami. Gerard van den Aardweg związany jest z organizacją katolicką Opus Dei.

## Lista publikacji

### Wydane w Polsce
- „Das Drama des gewöhnlichen Homosexuellen“ (1985), (pol. wyd. Walka o normalność: Przewodnik do autoterapii homoseksualizmu, Fronda 2007)[7]
- „Spragnione dusze. Zjawy z czyśćca”, Rosikon Press, Warszawa 2008[8].
- Homosexuality and Hope: A Psychologist Talks About Treatment and Change, pol. [Homoseksualizm i nadzieja], Fronda 1999[9].
- „De heilige van het gewone”, wyd. Deboog, Amsterdam 2007[10] / polski tytuł: Święci się nie skarżą. Dojrzałość ludzka na przykładzie św. Josemarii Escrivy, Wydawnictwo M, Kraków 2010.

### Inne
- ("Heymans" factors in children), Ned Tijdschr Psychol., 1961; 16; S. 292-301
- (Auto-psychodrama. Theory and therapy of neuroses by the J.L. Arndt method), Ned Tijdschr Psychol., 1962;17; S. 561-584
- Autopsychodrama: Theory and Therapy of Neurosis according to J. L. Arndt, Am J Psychother, April 1964; 18; S. 259-71
- Homofilie, neurose en dwangzelfbeklag: een psychologische theorie over homofilie, toegelicht met een analyse van leven en werk van André Gide, Polak en Van Gennep, 1967
- Mannelijke homosexualiteit en psychologische tests (Male homosexuality and psychological tests), Nederlands Tijdschrift voor de Psychologie, Jänner/Februar 1964, 19, S. 79-96
engl: Male Homosexuality and Psychological Tests, International Mental Health Research Newsletter, New York 1969, 11, S. 7-11
- De neurose van Couperus (The Neurosis of Couperus), Nederlands Tijdschrift voor de Psychologie, Mai 1965, 20, S. 293-307
- Homofilie en klachtenlijsten: een overzicht van de gegevens (Homophilia and Lists of Complaints: A Review of the Evidence), Nederlands Tijdschrift voor de Psychologie, 1967, 22, S. 687-695
- Homofilie, neurose en dwangzelfbeklag (Homophilia, Neurosis and the Compulsion to Complain), Polak & Van Gennep, Amsterdam 1967
- Dissertation: Homofilie, neurose en dwangzelfbeklag, Polak en Van Gennep, Amsterdam 1967
- Homofilie en dwangzelfbeklag. Opmerkingen over twee critieken, Maandblad Geestelijke volksgezondheid Nr. 23, 1968, 1, S. 28-29
- A Grief Theory of Homosexuality, American Journal of Psychotherapy, Jänner 1972, 26, S. 52-68
- Homossexuais masculinos em tratamento (Männliche Homosexualität in Behandlung), Boletim de Psicologia, São Paulo 1972, 24, S. 155-171
- De factor „klaagziekte“, neurose en homofilie (The Factor "Complaining Sickness", Neurosis, and Homophilia), Psychologica Belgica, 1973, 13, S. 295-311
- Homofiele pressie op het N.I.P., De Psycholoog 16, 1981, 11, S. 774-776
- J. Bonda: Een netelig vraagwtuk: Homofilie, geloof en psychologie (A Thorny Problem? Homophilia, Faith, and Psychology), Callenbach, Nijkerk 1981
- Opvoeden tot jongen, opvoeden tot meisje (Educate to boy, educate to little girl), Klub Lariks, Amsterdam 1983
- Une réhabilitation psychologique: Jeanne d'Arc, Revue Catholique Internationale, 1983, vol. 8, no1, Communio Paris, S. 80-91
- Married and Children (niederländisch), 1984
- Parents of Homosexuals: Not Guilty? Interpretation of Childhood Psychological Data, American Journal of Psychotherapy 38(2), April 1984, S. 180-189
- Gaardheid of scheefgroei? (Inherentness or Stunted Growth?), Tabor, Brügge 1984
- Omosessualità e speranza, terapia e guarigione nell’esperienza di uno psicologo, Edizioni Ares, Mailand 1985, 1995, 1999 ISBN 88-8155-005-9
International: Homosexuality and hope (a psychologist talks about treatment and change), Servant Pubns, 1985, ISBN 0-89283-265-7
- On the Origins and Treatment of Homosexuality: A Psychoanalytic Reinterpretation - A Psychoanalytic Approach, Greenwood Press, 1985, ISBN 0-275-90233-1
- Male Homosexuality and the Neuroticism Factor: An Analysis of Research Outcome, Dynamic Psychotherapy, 1985, 3, ISSN 0736-508X, S. 79-87
- Getrouwd en kinderen in deze jaren tachtig : christelijk-psychologische beschouwingen over huwelijk en opvoeding, Tabor, Brugge 1986
- Geaardheid of scheefgroei? : een psychologische kijk op homofilie, Tabor, Brugge 1987
- Fatima, 1917. De grootste 'paranormale' Gebeurtenis uit de moderne Geschiedenis, Tabor, Brügge 1988, Neuauflage 1997
- Erziehungsziel Glück: moralische Erziehung aus psychologischer Sicht
- mit Bruno Hamann, Johannes B. Torelló, Gabriele Plettenberg und Fördergemeinschaft f. Schulen in freier Trägerschaft e.V. als Herausgeber: Personale Erziehung
- mit W.G.M. Witkam: Achterhaald atheïsme: natuurwetenschappen, psychologie en het Godsbestaan, Colomba, Oegstgeest 1992
- Beitrag in: Roland Werner (Hrsg.): Homosexualität und Seelsorge, Brendow, Moers 1993
- L’omosessualità si può curare? S. 43, Omosessualità: verso la liberazione, S. 810, beide in: Studi Cattolici, anno XXXVII (= Jg. 37), Nr. 394, Dezember 1993
- Obsolete Atheism (niederländisch), 1994
- «Matrimonio» omosessuale & affidamento a omosessuali, in: Studi cattolici, 449/50 (1998), pp. 499-507
  - Selbsttherapie von Homosexualität: Leitfaden für Betroffene und Berater, Hänssler, Neuhausen-Stuttgart 1996, 2. Auflage: 1999, ISBN 3-7751-2469-1
The Battle for Normality: Self-Therapy for Homosexual Persons, Ignatius Press, 1997, ISBN 0-89870-614-9
Terapie homosexuality. Rádce pro postižené a poradce.. homosexualita.cz. [zarchiwizowane z tego adresu (2012-09-07)]. Hnutí pro život ČR für Verein Exodus, 2003, tschechische Vorwort Iva Šípová. ISBN 80-239-1403-0
Una strada per il domani - Guida all'auto-terapia dell'omosessualità, Città nuova, Rom 2004
- Un motivato NO al «matrimonio omosessuale, Studi cattolici, n. 517 (2004), pp. 164-186
- La terapia riparativa dell’omosessualità - Colloquio con Gerard J. M. van den Aardweg a cura di Roberto Marchesini, Studi Cattolici, 535 September 2005, S. 616 – 622
- G. Aardweg, Joachim Meisner i Georg Kamphausen: Seelsorge am Anfang?. Perspektiven der Neuevangelisierung, ISBN 3-88096-874-8<
- „Neurotic Self-Pity” (1978),